# اسپاگتی در نیمه‌شب
اسپاگتی در نیمه‌شب (ایتالیایی: Spaghetti a mezzanotte) یک فیلم کمدی ایتالیایی به کارگردانی سرجو مارتینو است که در سال ۱۹۸۱ منتشر شد.

## بازیگران
- لینو بانفی
- باربارا بوشه
- آلیدا کلی
- پیپو سانتوناستاسو
- دانیله وارگاس
- اوگو بولونیا
- تئو تئوکولی